# ミュールーズ国立管弦楽団
ミュルーズ国立管弦楽団（ミュルーズこくりつかんげんがくだん、仏: Orchestre National de Mulhouse）は、 フランスのミュルーズを拠点に活動するオーケストラである。

## 歴史
ミュルーズの市民オーケストラとして1867年に発足した。1972年にミュルーズ・レジオナル管弦楽団 (Orchestre Régional de Mulhouse）に改称し、1979年からミュルーズ交響楽団 (Orchestre symphonique de Mulhouse) として活動、2025年にミュルーズ国立管弦楽団に改称された。ラン国立オペラのオペラ公演では、オーケストラ・ピットでの演奏をストラスブール・フィルハーモニー管弦楽団との持ち回りで務める。オフシーズン時にコンサート活動を行う。

## 1975年以後の音楽監督
- ポール・カポロンゴ （1975年 - 1985年）
- ルカ・プファーフ （1986年 - 1996年）[4]
- シリル・ディードリシュ （1996年 - 2005年）
- ダニエル・クライナー （2005年 - 2011年）
- グェンノレ・ルフェ （2011年 - 2013年度音楽監督及び芸術監督）
- パトリック・ダヴァン （2012年5月にデビュー、2013年 - 2014年度の音楽監督及び芸術監督）
- ジャック・ラコンブ (2018年 - 2021年)
- クリストフ・コンツ（英語版） (2023年 - )

## ディスコグラフィー
- Glanzberg (Holocaust Lieder, Suite Yiddish), Roman Trekel (baryton) - direction Daniel Klajner
- Airs d’opéras français et italiens (Rossini, Ponchielli, Leoncavallo, Saint-Saëns, Bizet) - Maria-Riccarda Wesseling (mezzo-soprano), Victor Dernovski (premier violon), Urmas Tammik (violoncelle solo), direction Daniel Klajner
- Chansons de toujours (Plaisirs d’amour, Le Temps des cerises, La chanson des blés d’or…) - José Van Dam (baryton), direction Cyril Diederich
- Strauss / Sonzogno (Valses, polkas et autres danses) - direction Lucas Pfaff